# Sant Vicenç de Prats de Lluçanès
Sant Vicenç de Prats de Lluçanès és una església barroca de Prats de Lluçanès (Osona) inclosa a l'Inventari del Patrimoni Arquitectònic de Catalunya.

## Descripció
Església de grans proporcions, d'una nau i capelles laterals que es comuniquen entre sí. Es va construir entre els anys 1627 i 1649. Originàriament estava coberta amb volta de canó però avui dia hi ha un sostre de ciment armat; amb el temps ha sofert moltes modificacions. Està cobert a dues aigües amb teula àrab. Al costat dret de la façana principal es troba el campanar, que va ser edificat l'any 1854. És de secció poligonal, amb poques obertures i arrebossat com la resta de la façana de color crema. La porta d'entrada és un arc de mig punt de pedra vista emmarcat per dues pilastres adossades amb un entaulament i un frontó triangular sense escultura, per sobre hi ha una petita rosassa.
A finals del segle xvii es va fer l'altar major en estil barroc però es va perdre durant la guerra. Avui dia trobem un altre retaule fet per Canals i A. Gras.

## Història
A Prats de Lluçanès hi havia una antiga església parroquial, avui dia coneguda com Mare de Déu de la Bona Sort, que l'any 1435 va deixar de ser parròquia perquè a la demarcació només vivien cinc famílies. L'increment de la població del segle XVII motivà que l'any 1649 fossin restaurades les antigues funcions parroquials, però això es feu en un nou temple, l'actual església parroquial, que s'havia construït al centre del nucli que havia sorgit amb l'augment de població.
La parròquia de Sant Vicenç és cap d'un arxiprestat que comprèn les parròquies de Lluçà, Pardines, Pinós, Prats, Salselles, Sant Agustí de Lluçanès, Sant Feliu Sassera, Sant Martí de Merlès, Santa Eulàlia de Puigoriol, Terradelles i Vilamaramó. Fou creat el 1945 en temps del bisbe Perelló.